# Perissandria dentata
Perissandria dentata är en fjärilsart som beskrevs av Chen 1993. Perissandria dentata ingår i släktet Perissandria och familjen nattflyn. Inga underarter finns listade i Catalogue of Life.